# 理论地理学
理论地理学是关于地理现象和地理过程的模式的学说，它从机理角度阐述地理现象的发生、发展和演变。
最初的理论地理学关心的是关于地理分布形态的一些数学分析，现代理论地理学注重地理过程与地理系统的模式阐述。在模式阐述方面，理论地理学基本上采取了4种分析类型：环境（比如说山地）、区域（比如说城镇体系）、地方和全球。关于环境与区域的学说构成狭义的理论地理学内容，纳入地方与全球的学说后，形成广义理论地理学体系。一般说来，狭义理论地理学采取数学现实阐述理论，与理论物理学的阐述形式相近，但是关于地方和全球的理论，采用学说形式，比如说地带性学说。这种情况的出现是因为地球只有一个，地方也是独特的，“没有第二个例证”，一般的物理学逻辑实证主义的理论发展道路在全球、地方问题分析中失效。因此，把理论完成数学化的理论物理学模式在理论地理学构造体系中不完备。
在学术界有些学者认为不存在理论地理学，因为地理学有明显应用特色，应用其它学科理论就够了。这种看法在于忽视地理现象的整体性，一般分析性学科从一个角度可以认识地理现象，同时不能揭示地理现象的相互联系和他们的演变，这种对相互联系的重视正是理论地理学的特点。例如流体力学研究河流，把河岸作为流体的边界条件；地质学研究河岸，把水流作为外部要素。地理学关心的是水流启动河岸泥沙，改变了水流结构也改变河岸的形态，这种研究是地理学从整体性研究的特点。地理学研究的另一个特点是地理现象的差异性，这种差异性导致一个地方不同于另一个地方，今日的地球不同于昨日的地球。差异还意味着区域之间相互依赖，区域、环境、全球和地方发展过程是进化的、路径依赖的，这些差异性特点导致了需要一种综合的理论，这就是理论地理学。